# Alban Orsini
Pour les articles homonymes, voir Orsini.
Œuvres principales
Avec maman
Alban Orsini, né à Toulon le 26 mars 1980, est un écrivain et critique de théâtre français.

## Biographie
Alban Orsini est né à Toulon le 26 mars 1980. Docteur en sciences, menant principalement une carrière de consultant scientifique, il est devenu parallèlement critique de théâtre, puis écrivain.
En février 2013, il crée un blog Tumblr intitulé "Avec Maman", qui connaît un intense bouche-à-oreille,, est plusieurs fois qualifié de "première fiction par SMS",, avant d'être transformé en livre, publié en 2014,, et traduit dans de nombreux pays,.
Son deuxième ouvrage, publié en 2016, propose des variations humoristiques et scientifiques autour du diabète,, et reçoit un accueil plutôt favorable au sein de la presse santé et bien-être,, autant que de la presse généraliste,,. 
Il est également depuis 2011 l'un des rédacteurs du webzine Culturopoing, où il est responsable de la rubrique Scènes/Expos.

## Publications
- Avec maman, Chiflet et Cie, 2014 - Rééd. Pocket, 2016  (ISBN 2351642066) (tiré du Tumblr éponyme).
- Merci pour ce diabète !, journal scientifique et humoristique d'un diabétique, Hugo Document, 2016  (ISBN 2755624914)

## Théâtre
- 3 monologues (parisiens) suivi de Je ne savais pas qu'Aurélien appartenait à une secte millénariste méthodiste, Librairie Théâtrale , 2017  (ISBN 2734906074)

## Collaborations
Ouvrages collectifs
- Le Débat pour Tous (Mariage pour Tous contre Manif pour Tous)[22], Steinkiss (2013).  (ISBN 1090090218)
- Vents Contraires, l'Esprit du Théâtre du Rond-Point, Le Castor Astral (2012).  (ISBN 2859209182)

Revues littéraires
Dissonances, Borborygmes, Les Cahiers d'Adèle, Vents Contraires. 